# Youssef Rizzi
Youssef Rizzi (XVI secolo – marzo 1608) è stato un patriarca cattolico libanese che ha ricoperto la carica di Patriarca maronita di Antiochia tra il 1596 e il 1608.

## Genealogia episcopale e successione apostolica
La genealogia episcopale è:
- Patriarca Sarkis Rizzi
- Patriarca Youssef Rizzi

La successione apostolica è:
- Patriarca Jirjis Omaira El Douaihy (1600)
- Vescovo Sarkis Rizzi (1600)
- Vescovo Bedros al-Akouri (1601)
- Patriarca Youhanna Makhlouf El Douaihy (1603)